# Scrimă la Jocurile Olimpice de vară din 1964
Probele de scrimă la Jocurile Olimpice de vară din 1964 s-au desfășurat în perioada 14–23 octombrie la „Memorialul” universității Waseda. 259 de trăgători din 30 de țări au participat. 

## Clasament pe medalii
| Loc | Țară                               | Aur | Argint | Bronz | Total |
| --- | ---------------------------------- | --- | ------ | ----- | ----- |
| 1   | Ungaria (HUN)                      | 4   | 0      | 0     | 4     |
| 2   | Uniunea Sovietică (URS)            | 3   | 1      | 2     | 6     |
| 3   | Polonia (POL)                      | 1   | 1      | 1     | 3     |
| 4   | Franța (FRA)                       | 0   | 2      | 3     | 5     |
| 5   | Italia (ITA)                       | 0   | 2      | 1     | 3     |
| 6   | Echipa Unificată a Germaniei (EUA) | 0   | 1      | 1     | 2     |
| 7   | Marea Britanie (GBR)               | 0   | 1      | 0     | 1     |

## Evenimente

### Masculin
| Probă             | Aur | Argint | Bronz |
| Spadă             | Grigori Kriss · Uniunea Sovietică (URS)                                                                    | Henry Hoskyns · Marea Britanie (GBR)                                                                                   | Guram Kostava · Uniunea Sovietică (URS)                                                                    |
| Spadă pe echipe   | Ungaria (HUN) · Árpád Bárány · Tamás Gábor · István Kausz · Győző Kulcsár · Zoltán Nemere                  | Italia (ITA) · Giovan Battista Breda · Giuseppe Delfino · Gianfranco Paolucci · Alberto Pellegrino · Gianluigi Saccaro | Franța (FRA) · Claude Bourquard · Claude Brodin · Jacques Brodin · Yves Dreyfus · Jack Guittet             |
| Floretă           | Egon Franke · Polonia (POL)                                                                                | Jean Claude Magnan · Franța (FRA)                                                                                      | Daniel Revenu · Franța (FRA)                                                                               |
| Floretă pe echipe | Uniunea Sovietică (URS) · Viktor Jdanovici · Iuri Șarov · Iuri Sisikin · Gherman Sveșnikov · Mark Midler   | Polonia (POL) · Witold Woyda · Zbigniew Skrudlik · Ryszard Parulski · Egon Franke · Janusz Rozycki                     | Franța (FRA) · Jacky Courtillat · Jean-Claude Magnan · Christian Noël · Daniel Revenu · Pierre Rodocanachi |
| Sabie             | Tibor Pézsa · Ungaria (HUN)                                                                                | Claude Arabo · Franța (FRA)                                                                                            | Umar Mavlikhanov · Uniunea Sovietică (URS)                                                                 |
| Sabie pe echipe   | Uniunea Sovietică (URS) · Boris Melnikov · Nugzar Asatiani · Mark Rakita · Iakov Rîlski · Umiar Mavlihanov | Italia (ITA) · Giampaolo Calanchini · Wladimiro Calarese · Pier-Luigi Chicca · Mario Ravagnan · Cesare Salvadori       | Polonia (POL) · Emil Ochyra · Jerzy Pawłowski · Ryszard Zub · Andrzej Piatkowski · Wojciech Zabłocki       |

### Feminin
| Probă             | Aur                                                                                                 | Argint | Bronz |
| Floretă           | Ildikó Újlaky-Rejtő · Ungaria (HUN)                                                                 | Helga Mees · Echipa Unificată a Germaniei (EUA)                                                                              | Antonella Ragno · Italia (ITA)                                                                              |
| Floretă pe echipe | Ungaria (HUN) · Paula Marosi · Katalin Juhász · Judit Ágoston · Lídia Dömölky · Ildikó Újlaky-Rejtő | Uniunea Sovietică (URS) · Liudmila Șișova · Valentina Prudskova · Valentina Rastvorova · Tatiana Samusenko · Galina Gorohova | Echipa Unificată a Germaniei (EUA) · Heidi Schmid · Helga Mees · Rosemarie Scherberger · Gudrun Theuerkauff |

## Țări participante
259 de trăgători (203 de bărbăti și 56 de femei) din 30 de țări au participat la Tōkyō 1964.
- Antilele Olandeze (1)
- Argentina (11)
- Australia (18)
- Austria (5)
- Belgia (2)
- Canada (3)
- Chile (3)
- Columbia (5)
- Coreea de Sud (5)
- Cuba (2)
- Egipt (5)
- Elveția (5)
- Franța (20)
- Germania (19)
- Iran (4)
- Irlanda (2)
- Italia (20)
- Japonia (15)
- Liban (4)
- Luxemburg (2)
- Malaezia (1)
- Marea Britanie (13)
- Polonia (15)
- Rhodesia de Nord (1)
- România (11)
- Statele Unite ale Americii (18)
- Ungaria (20)
- Uniunea Sovietică (20)
- Suedia (7)
- Vietnam (2)

## Legături externe
- Statistice Arhivat în 13 noiembrie 2010, la Wayback Machine. pe Sports Reference